# Баба (Алба)
Баба (рум. Baba) — село у повіті Алба в Румунії. Входить до складу комуни Хоря.
Село розташоване на відстані 335 км на північний захід від Бухареста, 66 км на північний захід від Алба-Юлії, 57 км на південний захід від Клуж-Напоки.

## Населення
За даними перепису населення 2002 року у селі проживали 40 осіб, усі — румуни. Усі жителі села рідною мовою назвали румунську.